# Río Colunga
El río Colunga, también llamado río Libardón y río Rozaya, es un río costero del norte de España que discurre por el oriente del Principado de Asturias. Corre por el concejo homónimo de Colunga y pasa por la población del mismo nombre. 

## Etimología
Xosé Lluis García Arias, en su libro Pueblos asturianos: el porqué de sus nombres propone dos posibles explicaciones etimológicas para tal nombre. Una de ellas sería "un derivado de COLONUM, esto es COLONICA 'casa de labrador', 'pequeña casería '". La segunda, "un derivado de COLUMNA, *COLUMNICAM.". Basándose en la existencia de una reducidísima variante de Colunga, esto es Collunga, propone una tercera etimología posible: estaría en relación con COLLUM, siendo "un cruce entre un derivado del tipo colluga 'cuerda para atar la boca (o cuellu) del odre' y gollón 'pequeño valle', también derivado de COLLUM, con la c- sonorizada."

## Curso
Nace en El Cuetu, en el concejo de Colunga, y de desemboca en el mar Cantábrico, entre la Peña'l Quesu y la playa de la Griega tras recorrer entre 10 y 15 km.
Sus afluentes principales son los ríos Canciu, Pivierda y Llobones.

## Fauna
Según muestreos de pesca eléctrica acometidos entre los años 1997 y 2019, referencias bibliográficas y comunicaciones orales fidedignas, en el río Libardón se han detectado especímenes de anguila y platija.